# العرش (إسلام)
العرش أو عرش الرحمن هو أعظم المخلوقات التي خلقها الله عند المسلمين، وحسب القرآن الكريم فإن الله استوى على العرش، فقال تعالى: ﴿الرَّحْمَنُ عَلَى الْعَرْشِ اسْتَوَى ۝٥﴾ [طه:5].

## صفاته
- وُصِف اتساعه بأن السماوات السبع كمثل حلقة في صحراء بالنسبة للكرسي، وكذلك الكرسي كمثل حلقة في صحراء بالنسبة للعرش،[2] فعن أبو ذر الغفاري قَالَ:[3] «قلتُ للنبي: يا رسولَ اللهِ أيما أنزلَ عليكَ أعظمُ ، قال: آيةُ الكرسي، ثم قال : يا أبا ذرّ ما السمواتُ السبعُ مع الكرسِي إلا كحلَقةٍ ملقاةٍ بأرضِ فلاةٍ، وفضلُ العرشِ على الكرسِي كفضلِ الفلاةِ على الحلقةِ».
- أن العرش أعلى المخلوقات وإنه على الماء،[4] فقال تعالى: ﴿وَكَانَ عَرْشُهُ عَلَى الْمَاءِ﴾ [هود:7]، وعن عبد الله بن مسعود قالَ:[5] «ما بينَ السماءِ القصوى والدنيا خَمسمائةِ عامٍ وبينَ الْكرسيِّ والماءِ كذلك والعرشُ فوقَ الماءِ واللَّهُ فوقَ العرشِ لا يخفى عليْهِ شيءٌ من أعمالِكُم».
- أنه أثقل المخلوقات وزنًا،[4] فعن جويرية بنت الحارث قالت:[6] «أنَّ النبيَّ ﷺ خرج من عندِها بُكرةً حين صلى الصبحَ ، وهي في مسجدِها . ثم رجع بعد أن أَضحَى ، وهي جالسةٌ . فقال: "ما زلتِ على الحالِ التي فارقتُكِ عليها؟" قالت : نعم. قال النبيُّ ﷺ "لقد قلتُ بعدكِ أربعَ كلماتٍ ، ثلاثَ مراتٍ. لو وُزِنَتْ بما قلتِ منذُ اليومَ لوزَنَتهنَّ : سبحان اللهِ وبحمدِه ، عددَ خلقِه ورضَا نفسِه وزِنَةِ عرشِه ومِدادَ كلماتِه"».
- أن له قوائمَ؛[7] كما في الحديث:[8] «يصعق الناس، فأكون أوَّل مَن يفيق، فإذا بمُوسَى باطش - أو قال: آخذ - بقائمةٍ من قوائم العرش».

## حملة العرش
- ذكر القرآن الكريم أن العرش له حملة من الملائكة وأنهم يسبحون بحمد ربهم ويستغفرون للمؤمنين،[9] فقال تعالى: ﴿الَّذِينَ يَحْمِلُونَ الْعَرْشَ وَمَنْ حَوْلَهُ يُسَبِّحُونَ بِحَمْدِ رَبِّهِمْ وَيُؤْمِنُونَ بِهِ وَيَسْتَغْفِرُونَ لِلَّذِينَ آمَنُوا رَبَّنَا وَسِعْتَ كُلَّ شَيْءٍ رَحْمَةً وَعِلْمًا فَاغْفِرْ لِلَّذِينَ تَابُوا وَاتَّبَعُوا سَبِيلَكَ وَقِهِمْ عَذَابَ الْجَحِيمِ ۝٧﴾ [غافر:7].
- وُصِفت أجسامهم كما جاء في الأحاديث النبوية عن جابر بن عبد الله قال:[10] «أن النبي ﷺ قال: أُذن لي أن أُحدّث عن ملك من ملائكة الله، من حملة العرش : إن ما بين شحمة أُذنه إلى عاتقه ، مسيرة سبعمائة عام».
- وذكر القرآن الكريم أن عددهم ثمانية،[9] فقال تعالى: ﴿وَالْمَلَكُ عَلَى أَرْجَائِهَا وَيَحْمِلُ عَرْشَ رَبِّكَ فَوْقَهُمْ يَوْمَئِذٍ ثَمَانِيَةٌ ۝١٧﴾ [الحاقة:17]، وقال ابن عباس أنهم ثمانية صفوف فقال:[11] «ثمانية صفوف من الملائكة لا يعلم عدتهم إلا الله».

## وصلات خارجية
- الجواب الكافي عن أسئلة تتعلق بالعرش والكرسي وغيرهما ـ فتاوى إسلام ويب.
- كتاب العرش للذهبي ـ الفصل الثالث: صفة العرش وخصائصه.